# Operations
Attraverso il termine anglosassone di operations ci si riferisce a tutte quelle funzioni di una impresa coinvolte, in senso lato, nella messa a disposizione per il cliente di un determinato prodotto o servizio. In questo senso, oltre alla funzione di produzione risultano coinvolte, ad esempio, anche la logistica, la progettazione e ricerca e sviluppo.
Secondo le teorie gestionali più recenti le operations, in passato considerate esclusivamente il "braccio" di una programmazione strategica che vedeva in altre parti dell'azienda la fonte del vantaggio competitivo, rappresentano la vera leva attraverso la quale superare i concorrenti, ad esempio tramite la attenta progettazione degli impianti di modo che questa sia coerente con il resto della strategia aziendale e quindi con gli obiettivi dell'impresa.
Questa maggiore importanza che viene attribuita alle operations è coerente con l'attuale tendenza degli studiosi di gestione d'impresa di sottolineare l'importanza del coordinamento delle varie funzioni aziendali, e in questo senso, il porre sotto un unico "cappello" ambiti tradizionalmente divisi, costituisce un importante passo in avanti.
La gestione strategica delle operations interessa gli ambiti più diversi della gestione delle risorse; dalle citate progettazioni dei prodotti e servizi e degli impianti industriali, al dimensionamento, spesso tramite simulazione o teoria delle code, et cetera.